# Danh sách album quán quân năm 1987 (Mỹ)
Dưới đây là Danh sách album quán quân năm 1987 tại Mỹ.
| Issue Date  | Album             | Artist            | Reference |
| ----------- | ----------------- | ----------------- | --------- |
| 3 tháng 1   | Live/1975–85      | Bruce Springsteen | [ 1 ]     |
| 10 tháng 1  | Live/1975–85      | Bruce Springsteen | [ 2 ]     |
| 17 tháng 1  | Slippery When Wet | Bon Jovi          | [ 3 ]     |
| 24 tháng 1  | Slippery When Wet | Bon Jovi          | [ 4 ]     |
| 31 tháng 1  | Slippery When Wet | Bon Jovi          | [ 5 ]     |
| 7 tháng 2   | Slippery When Wet | Bon Jovi          | [ 6 ]     |
| 14 tháng 2  | Slippery When Wet | Bon Jovi          | [ 7 ]     |
| 21 tháng 2  | Slippery When Wet | Bon Jovi          | [ 8 ]     |
| 28 tháng 2  | Slippery When Wet | Bon Jovi          | [ 9 ]     |
| 7 tháng 3   | Licensed to Ill   | Beastie Boys      | [ 10 ]    |
| 14 tháng 3  | Licensed to Ill   | Beastie Boys      | [ 11 ]    |
| 21 tháng 3  | Licensed to Ill   | Beastie Boys      | [ 12 ]    |
| 28 tháng 3  | Licensed to Ill   | Beastie Boys      | [ 13 ]    |
| 4 tháng 4   | Licensed to Ill   | Beastie Boys      | [ 14 ]    |
| 11 tháng 4  | Licensed to Ill   | Beastie Boys      | [ 15 ]    |
| 18 tháng 4  | Licensed to Ill   | Beastie Boys      | [ 16 ]    |
| 25 tháng 4  | The Joshua Tree   | U2                | [ 17 ]    |
| 2 tháng 5   | The Joshua Tree   | U2                | [ 18 ]    |
| 9 tháng 5   | The Joshua Tree   | U2                | [ 19 ]    |
| 15 tháng 5  | The Joshua Tree   | U2                | [ 20 ]    |
| 23 tháng 5  | The Joshua Tree   | U2                | [ 21 ]    |
| 30 tháng 5  | The Joshua Tree   | U2                | [ 22 ]    |
| 6 tháng 6   | The Joshua Tree   | U2                | [ 23 ]    |
| 13 tháng 6  | The Joshua Tree   | U2                | [ 24 ]    |
| 20 tháng 6  | The Joshua Tree   | U2                | [ 25 ]    |
| 27 tháng 6  | Whitney           | Whitney Houston   | [ 26 ]    |
| 4 tháng 7   | Whitney           | Whitney Houston   | [ 27 ]    |
| 11 tháng 7  | Whitney           | Whitney Houston   | [ 28 ]    |
| 18 tháng 7  | Whitney           | Whitney Houston   | [ 29 ]    |
| 25 tháng 7  | Whitney           | Whitney Houston   | [ 30 ]    |
| 1 tháng 8   | Whitney           | Whitney Houston   | [ 31 ]    |
| 8 tháng 8   | Whitney           | Whitney Houston   | [ 32 ]    |
| 15 tháng 8  | Whitney           | Whitney Houston   | [ 33 ]    |
| 22 tháng 8  | Whitney           | Whitney Houston   | [ 34 ]    |
| 29 tháng 8  | Whitney           | Whitney Houston   | [ 35 ]    |
| 5 tháng 9   | Whitney           | Whitney Houston   | [ 36 ]    |
| 12 tháng 9  | La Bamba          | Soundtrack        | [ 37 ]    |
| 19 tháng 9  | La Bamba          | Soundtrack        | [ 38 ]    |
| 26 tháng 9  | Bad               | Michael Jackson   | [ 39 ]    |
| October 3   | Bad               | Michael Jackson   | [ 40 ]    |
| 10 tháng 10 | Bad               | Michael Jackson   | [ 41 ]    |
| 17 tháng 10 | Bad               | Michael Jackson   | [ 42 ]    |
| 24 tháng 10 | Bad               | Michael Jackson   | [ 43 ]    |
| 31 tháng 10 | Bad               | Michael Jackson   | [ 44 ]    |
| 7 tháng 11  | Tunnel of Love    | Bruce Springsteen | [ 45 ]    |
| 14 tháng 11 | Dirty Dancing     | Soundtrack        | [ 46 ]    |
| 21 tháng 11 | Dirty Dancing     | Soundtrack        | [ 47 ]    |
| 28 tháng 11 | Dirty Dancing     | Soundtrack        | [ 48 ]    |
| 5 tháng 12  | Dirty Dancing     | Soundtrack        | [ 49 ]    |
| 12 tháng 12 | Dirty Dancing     | Soundtrack        | [ 50 ]    |
| 19 tháng 12 | Dirty Dancing     | Soundtrack        | [ 51 ]    |
| 26 tháng 12 | Dirty Dancing     | Soundtrack        | [ 52 ]    |